# You Make Loving Fun
"You Make Loving Fun" is een nummer van de Brits-Amerikaanse band Fleetwood Mac. Het nummer werd uitgebracht op hun studioalbum Rumours uit februari 1977. In september dat jaar werd het nummer eerst in het Verenigd Koninkrijk, Ierland, de VS en Canada uitgebracht als de vierde en laatste single van het album. Op 5 oktober volgden Nederland, België en Duitsland en in november de rest van Europa, Australië, Nieuw-Zeeland en Japan.

## Achtergrond
"You Make Loving Fun" is geschreven en gezongen door toetsenist Christine McVie en geproduceerd door de gehele band in samenwerking met Richard Dashut en Ken Caillat. McVie schreef het nummer nadat zij een affaire had gehad met Curry Grant, de lichttechnicus van de band. Om ruzies met haar toenmalige man en basgitarist van de band John McVie te voorkomen, vertelde zij hem dat het nummer over haar hond ging.
De band begon met het opnemen van "You Make Loving Fun" terwijl gitarist Lindsey Buckingham nog niet in de studio aanwezig was, waardoor McVie volgens haar de vrijheid kreeg "om het nummer zelf op te bouwen". Zij speelde de Clavinet op het nummer, terwijl Stevie Nicks verantwoordelijk was voor de tamboerijn. McVie vertelde in een interview met de New York Post dat zij het nummer uit wilde brengen als de derde single van het album, maar dat in plaats daarvan werd gekozen voor "Don't Stop", waardoor het album beter verkocht werd in het Verenigd Koninkrijk en de Verenigde Staten. Het nummer werd vaak gespeeld tijdens concerten van Fleetwood Mac, totdat McVie in 1998 uit de band stapte. Toen zij in 2014 terugkeerde, werd het weer live gespeeld.
"You Make Loving Fun" werd de vierde top 10-hit van het album Rumours met in de VS een 9e positie in de Billboard Hot 100. In Canada werd iets meer succes behaald met een 7e positie. In thuisland het Verenigd Koninkrijk bleef het succes achter met een 45e positie in de UK Singles Chart als hoogste notering. Ook in Australië en Nieuw-Zeeland werden de hitlijsten bereikt.
In Nederland was de plaat op maandag 19 december 1977 de 104e AVRO's Radio en TV-Tip op Hilversum 3 en werd een radiohit in de destijds twee landelijke hitlijsten op de nationale publieke popzender. De plaat bereikte de 27e positie in de Nederlandse Top 40 en piekte op de 22e positie in de Nationale Hitparade. In de op Hemelvaartsdag 27 mei 1976 gestarte Europese hitlijst op Hilversum 3, de TROS Europarade, werd géén notering behaald.
In België werd géén notering behaald in zowel de voorloper van de Vlaamse Ultratop 50 als de Vlaamse Radio 2 Top 30 en de Waalse hitlijst.
De plaat is gecoverd door de Amerikaanse zangeres Cyndi Lauper, die het in 1984 enkel in Japan als single uitbracht.

## Hitnoteringen

### Nederlandse Top 40
| Hitnotering: 14-01-1978 t/m 11-02-1978 | Hitnotering: 14-01-1978 t/m 11-02-1978 | Hitnotering: 14-01-1978 t/m 11-02-1978 | Hitnotering: 14-01-1978 t/m 11-02-1978 | Hitnotering: 14-01-1978 t/m 11-02-1978 | Hitnotering: 14-01-1978 t/m 11-02-1978 | Hitnotering: 14-01-1978 t/m 11-02-1978 |
| Week                                   | 1                                      | 2                                      | 3                                      | 4                                      | 5                                      |                                        |
| -------------------------------------- | -------------------------------------- | -------------------------------------- | -------------------------------------- | -------------------------------------- | -------------------------------------- | -------------------------------------- |
| Positie                                | 36                                     | 30                                     | 27                                     | 27                                     | 40                                     | uit                                    |

### Nationale Hitparade
| Hitnotering: 21-01-1978 t/m 28-01-1978 | Hitnotering: 21-01-1978 t/m 28-01-1978 | Hitnotering: 21-01-1978 t/m 28-01-1978 | Hitnotering: 21-01-1978 t/m 28-01-1978 |
| Week                                   | 1                                      | 2                                      |                                        |
| -------------------------------------- | -------------------------------------- | -------------------------------------- | -------------------------------------- |
| Positie                                | 22                                     | 22                                     | uit                                    |

### NPO Radio 2 Top 2000
| Nummer met noteringen in de NPO Radio 2 Top 2000 | '03  | '04  | '05  | '06-'08 | '09  | '10  | '11  | '12  | '13  | '14  | '15  | '16  | '17  | '18  | '19  | '20  | '21  | '22 | '23  | '24  |
| ------------------------------------------------ | ---- | ---- | ---- | ------- | ---- | ---- | ---- | ---- | ---- | ---- | ---- | ---- | ---- | ---- | ---- | ---- | ---- | --- | ---- | ---- |
| You Make Loving Fun                              | 1762 | 1740 | 1719 | -       | 1969 | 1683 | 1887 | 1725 | 1379 | 1453 | 1738 | 1911 | 1904 | 1931 | 1889 | 1604 | 1826 | 757 | 1448 | 1240 |

1. ↑  Een '-' betekent dat het nummer niet was genoteerd en een vetgedrukt getal geeft de hoogste notering aan.
2. ↑  2003 was het eerste jaar met een notering voor dit nummer.